# Thomas Kilgore Sherwood
Thomas Kilgore Sherwood (* 25. Juli 1903 in Columbus, Ohio; † 14. Januar 1976) war ein renommierter amerikanischer Chemieingenieur und Gründungsmitglied der National Academy of Engineering.

## Leben und Werk
Sherwood wurde in Columbus (Ohio) geboren und verbrachte lange Zeit seiner Jugend in Montreal. 1923 erhielt er seinen Bachelor (B.S.) von der McGill University, besuchte danach das Massachusetts Institute of Technology (MIT), um den Doktorgrad (Ph.D.) zu erwerben. Seine Dissertation mit dem Titel „The Mechanism of the Drying of Solids“ war 1929 abgeschlossen (nach anderen Angaben 1931), ein Jahr nachdem er wissenschaftlicher Mitarbeiter im Worcester Polytechnic Institute geworden war. 1930 kehrte er als wissenschaftlicher Mitarbeiter zum MIT zurück, wo er bis zu seinem Ruhestand als außerordentlicher Professor (1933), als Professor (1941) und als Dekan im Ingenieurwesen (1946–1952) blieb. 1969 zog er sich vom MIT zurück, um Professor für Chemieingenieurwesen bei der University of California, Berkeley zu werden.
Sherwoods vorrangiges Forschungsgebiet war Massentransport (Stoffübergang), und 1937 veröffentlichte er das erste größere Lehrbuch in diesem Fach: Absorption and Extraction (1974 wieder veröffentlicht als Mass Transfer (Stoffübergang)). Die Sherwood-Zahl wurde ihm zu Ehren benannt:
{\displaystyle Sh={\frac {\beta L}{D}}}
mit
{\displaystyle \beta } = Stoffübergangskoeffizient
{\displaystyle L} = charakteristische Länge
{\displaystyle D} = Diffusionskoeffizient
Seine Aktivitäten im Zweiten Weltkrieg waren, dass er 1940 die Chemieingenieure im National Defense Research Committee (NDRC) organisierte; außerdem beriet er das Baruch Committee über die Entwicklung von synthetischem Gummi (1942); diente als NDRC-Abteilungsleiter für verschiedene Chemieingenieurfragen (1942), wo er die Entwicklung neuer Hydraulikflüssigkeiten überwachte, auch Antifouling-Anstriche für Schiffsrümpfe, große Nebelschleier-Generatoren usw.; und er war Mitglied des Whitman Committee für Strahlantriebe (jet propulsion) (1944). Im Herbst 1944 folgte er amerikanischen Truppen nach Europa, um wissenschaftliche Geheimdienst-Informationen zu sammeln. Seine industrielle Beratungstätigkeit umfasste Anstrengungen bei der Meerwasserentsalzung, beim Herausfiltern von Schwefeldioxid aus Rauchgasen, Trockengefrieren von Blut, und die Herstellung von Penicillin und Vinylacetat.
Sherwood erhielt die U.S.-Medal for Merit (1948), gewann bedeutende Preise der American Institute of Chemical Engineers und der American Chemical Society, und war Mitglied der American Academy of Arts and Sciences (1948), der National Academy of Sciences (1958), und der National Academy of Engineering.

## Mitgliedschaft
1948 wurde Sherwood in die American Academy of Arts and Sciences gewählt, 1958 in die National Academy of Sciences.

## Werke
- Thomas K. Sherwood: Mass Transfer. McGraw-Hill, New York 1975, ISBN 0-07-056692-5.